# Test Drive: Eve of Destruction
Test Drive: Eve of Destruction, in Europa conosciuto con il nome di Driven to Destruction, è un videogioco prodotto dalla Atari e sviluppato dalla Monster Games Inc. nel 2004 per PlayStation 2. È uscito il 25 agosto negli Stati Uniti e il 26 novembre in Europa. Il gioco è totalmente localizzato in lingua inglese, mentre il manuale è in inglese, francese ed italiano.

## Caratteristiche
A differenza dei precedenti Test Drive, Driven to Destruction focalizza l'attenzione sulle varie categorie di corse che si svolgono durante i Destrution Derby.
Sono presenti in totale 25 tipologie di corse, tra cui: Cars football (una partita di calcio giocata con le autovetture), Gauntlet (tutte le auto tentano di distruggere un carro funebre che dovrà riuscire a percorrere cinque giri di circuito), Flagpole Race (I piloti devono effettuare un giro intorno ad una bandiera durante la gara), Figure 8 Race - Figure 8 Jump Race (gara che si svolge su un circuito a forma di 8 con un incrocio nel mezzo); Demolition Derby (tutte le auto si scontrano in un'arena e vince l'ultimo pilota che rimane con l'auto funzionante); Trailer Race (Vince il pilota che riesce a completare la corsa con il proprio rimorchio integro), School Bus Race (Folle corsa tra autobus scolastici), Last Man Race (Classica gara ad eliminazione in cui l'ultimo concorrente a tagliare il traguardo alla fine di ogni giro viene eliminato) e altre.
Particolarità del gioco sono i danni alle autovetture decisamente realistici. Ammaccature, graffi, fumo, perdita di pezzi e danni meccanici sono ben visibili durante le gare. Ogni parte dell'auto è deformabile e i danni conseguenti a un urto sono molto dettagliati a seconda della gravità dell'incidente.
La difficoltà del gioco è nel complesso media. 
All'inizio sarà abbastanza semplice, ma andando avanti nel corso del gioco crescerà gradualmente, con avversari più veloci e aggressivi e modalità di gara che richiederanno un certo impegno per vincere, specialmente in modalità carriera.

## Tipologie di gare
In Driven To Destruction sono presenti 25 tipologie di gare, di cui due giocabili solo in modalità multigiocatore:
Giocatore singolo / Modalità Carriera:
- Jump Race: Gara su circuito con salti in vari punti della pista, in genere di due o tre giri.
- Last Man Race: Gara ad eliminazione, in cui alla fine di ogni giro l'ultimo concorrente viene eliminato.
- No-Rules Race: Gara semplice di tre o quattro giri.
- Point-To-Point Race: Gara in cui i concorrenti devono seguire vari checkpoint in ordine.
- Push-Off: Simile al Demolition Derby, con l'unica differenza che gli avversari possono essere spinti fuori dall'arena, con conseguente punteggio doppio.
- Red Rover: Gara ad eliminazione in cui l'ultimo pilota che non riesce a raggiungere l'altra area viene eliminato.
- School Bus Race: Una No-Rules Race con degli autobus.
- Shortcut Race: Gara di tre, quattro o cinque giri in cui sono presenti due possibili strade, una corta e veloce, e una più lunga e lenta. La prima metà del gruppo, ad ogni giro, sarà obbligato ad imboccare la strada più lenta, mentre la seconda metà quella più veloce, mescolando costantemente le carte in tavola.
- Stop-and-Go Race: Gara di tre o quattro giri in cui in prossimità del traguardo bisognerà fermare completamente il veicolo in una zona apposita, per poi ripartire.
- Suicide Race: Gara di tre, quattro o cinque giri in cui due batterie di auto correranno nel senso opposto all'altra.
- Survival: Gara di sopravvivenza in cui il giocatore dovrà passare entro cinque checkpoint in un minuto, senza essere distrutto dalle altre auto.
- Trailer Race: Folle gara di tre o quattro giri che dovrà essere completata con il proprio rimorchio integro. È possibile mettere fuori gioco gli altri piloti distruggendo il loro rimorchio.
- Whip Around Race: Folle gara in genere di quattro giri in cui, percorso ogni giro del circuito, bisognerà tornare indietro, scatenando un caos incredibile.
- Wrangling: Gara semplice in cui si dovrà distruggere un'auto nel minor tempo possibile. Più velocemente verrà distrutta, più punti otterremo.
- Chain Race: Simile a Trailer Race, con l'unica differenza che agganciate alle nostre auto non ci sarà un rimorchio, ma un'altra auto.
- Demolition Derby: Classico Derby in cui si dovrà distruggere le altre auto e riuscire a rimanere l'unica auto funzionante.
- Detention: Assurda gara in cui un autobus invincibile dovrà distruggere tutte le auto prima che completino cinque giri di un circuito a forma di 8.
- Figure-8: Gara di quattro o cinque giri che si svolge in un circuito a forma di 8, con un incrocio al centro.
- Figure-8 Jump Race: Identica a Figure-8, con l'unica differenza che in prossimità dell'incrocio ci saranno delle rampe.
- Flagpole Race: Gara di tre o quattro giri in cui i concorrenti dovranno obbligatoriamente fare un giro intorno a due pali posti in due punti della pista prima di proseguire.
- Forward-Backward Race: Simile a Whip Around Race, con l'unica differenza che il ritorno indietro deve essere effettuato in...retromarcia!
- Gauntlet: Folle gara di sopravvivenza in cui dovremmo percorrere cinque giri di circuito con un carro funebre senza essere eliminati dai piloti che ci attaccheranno.
- Soccer Match: Partita di calcio a squadre con le auto.

Multigiocatore:
- Chicken Fight: Assurdissima sfida multigiocatore di eliminazione in cui sarà possibile spararsi a vicenda polli esplosivi.
- Capture The Flag: sfida multigiocatore in cui si dovrà portare una bandiera dall'altra parte del circuito, prestando attenzione a non farsela rubare dall'avversario.

## Veicoli
I veicoli sono in tutto 31. In fondo alla descrizione sarà indicato il prezzo del veicolo in modalità carriera. Sono suddivisi in quattro categorie:
- Compact (vecchie utilitarie maneggevoli ma poco resistenti agli urti). Le Compact sono:
  - Hurricane: Macchina potente per la categoria, veloce e facilmente controllabile, ma decisamente poco resistente. [3000$]
  - Moth: Auto piuttosto mediocre, con prestazioni poco superiori alla Top e resistenza praticamente nulla. Considerata più carne da macello piuttosto che un avversario, è possibile trovarla come auto da distruggere nella modalità di gara Wrangling. [85$]
  - Top: L'auto iniziale della modalità carriera e senza dubbio la peggiore presente nel gioco, in quanto lenta e poco resistente. [60$]
  - Algar: Auto di poco più veloce della Top, ma più resistente e poco più maneggevole rispetto alla compagna. [120$]
  - Palo: veicolo dalla trazione anteriore piuttosto veloce nonostante la poca potenza. Veicolo decisamente competitivo per la categoria e dal costo contenuto. [160$]
  - Desio: Auto medio-piccola non troppo potente e facilmente distruttibile. [320$]
  - Digit: Piccola vettura dal costo relativamente basso. Discretamente veloce e piuttosto agile, ma con la tendenza ad essere distrutta facilmente. Con pochi urti si accartoccia divenendo irriconoscibile. [885$]
  - Bulldog: Grossa macchina molto potente e molto resistente, la più massiccia delle Compact. [2399$]
  - Blitz: Piccola familiare dalla discreta potenza e decisamente resistente. Agile e piccola, nelle fasi iniziali della modalità carriera è consigliata per i Derby. [875$]

- Midsize (grosse berline molto resistenti ma poco maneggevoli). Le Midsize sono:
  - Arrow: Grossa berlina dalla potenza e resistenza discrete. [1000$]
  - Cannon: Grossa familiare di potenza media molto resistente agli urti. [1900$]
  - Empire: L'auto migliore della categoria Midsize. Molto veloce, agile e piuttosto resistente. [1700$]
  - Ocelot: Una delle auto migliori all'inizio della modalità carriera. Piuttosto potente ma poco maneggevole. [230$]
  - Prince: Macchina di medie dimensioni, piuttosto mediocre in tutto. La discreta potenza la rende spesso inadatta alle gare e la resistenza agli urti è praticamente inesistente. [450$]
  - Limo: Enorme auto classica abbastanza veloce ed estremamente resistente, ma anche estremamente costosa. Consigliata per la sua stazza e la sua pericolosità nei derby, raramente viene messa fuori gioco da qualsiasi altra categoria di auto. [4900$]
  - Hunter : Grossa auto piuttosto potente e abbastanza resistente. Nella modalità carriera si rivela essere una delle più convenienti in quanto economica e dal buon rendimento. [675$]
  - Guerilla : Auto lenta e pesante, ma con una carrozzeria molto solida. Utile nelle fasi iniziali della carriera come auto per i Derby. [400$]

- Muscle (vecchie auto sportive americane dotate di ottime prestazioni e di grande resistenza). Le Muscle car sono:
  - Gladiator: Grossa muscle car molto potente, una delle migliori. Considerata un'auto ottima in quanto perfettamente equilibrata in tutto. [6500$]
  - Venom: Auto molto potente e agilissima ma poco resistente agli urti. Sconsigliata per il Demolition Derby. [5000$]
  - Orbital: L'auto più veloce del gioco insieme alla Rocket. È dotata di una maneggevolezza micidiale ed è piuttosto resistente agli urti. [8000$]
  - Outlaw: Pick-up di discreta potenza ma dalla carrozzeria quasi indistruttibile. Insieme alla Limo una delle migliori da utilizzare nei Derby. [3100$]
  - Rocket: L'auto più potente del gioco insieme alla Orbital. Come quest'ultima, si rivela essere estremamente maneggevole, anche se meno resistente della compagna. [10.000$]
  - Coyote: Auto mediocre in quanto molto poco potente, infatti riesce a competere a fatica con auto a loro volta poco potenti come Prince, Cannon, o Guerilla. Per la sua resistenza, è raccomandata per i Derby nelle prime fasi della modalità carriera. [150$]
  - Durand: L'auto più resistente del gioco. Possiede inoltre una potenza più che buona e una discreta maneggevolezza. [7500$]
  - Fillmore: Auto decisamente convincente nelle fasi medie della modalità carriera, ma la bassa maneggevolezza non le permette di reggere il confronto con le muscle più potenti. [1250$]
  - Mongoose: Veicolo dalle buone credenziali, in quanto potente e piuttosto maneggevole, ma poco consigliata per il Demolition Derby. [3900$]

- Speciali (Veicoli speciali che si sbloccheranno nel corso del gioco coi punti accumulati negli eventi, disponibili solo in modalità azione e utilizzabili in modalità carriera, ma mai acquistabili.)
  - Bus: Pullman scolastico, dalla ovvia lentezza, estrema goffaggine e dalla bassa manovrabilità. Si tratta in assoluto del veicolo più resistente dell'intero gioco, in quanto praticamente indistruttibile. È possibile utilizzarlo nella gara School Bus Race, o nella sfida Detention
  - Hearse: Carro funebre decisamente veloce e resistentissimo. Utilizzabile sempre nella modalità di gara Gauntlet.
  - Postal: Piccolo vecchio furgoncino postale discretamente potente e facilmente distruttibile, in quanto poco corazzato.
  - Copcar: In pratica una Arrow della polizia. Rispetto a quest'ultima, però, possiede un motore più potente ed è più maneggevole.
  - Taxi: In pratica una Empire utilizzata come taxi. Rispecchia quasi fedelmente la sua controparte ''normale'' prestazionalmente parlando.
  - Ambulance: Vecchia ambulanza veloce e discretamente resistente, ma poco maneggevole.

I veicoli non sono dotati di licenza, ma sono abbastanza riconoscibili osservando attentamente le carrozzerie.

## Curiosità
- Avanzando nella modalità carriera, si sbloccheranno 10 filmati che illustrano le varie tipologie di gara con il commento di alcuni piloti.
- Completando determinati requisiti, si renderanno disponibili 8 diversi trucchi, tra cui un turbo attivabile tramite R2 e un cannone che lancia polli esplosivi.
- Dopo vari urti, i veicoli possono essere riparati, ma mai completamente. A differenza di altri giochi di guida, in Driven To Destruction i veicoli si deteriorano e possono anche essere messi fuori uso durante le gare se non si sostituiscono periodicamente.
- In modalità carriera è presente un editor per modificare le aerografie dei propri veicoli.
- Alcuni dei nomi dei piloti nella ranking in modalità carriera sono gli stessi degli sviluppatori del gioco.
- Per una strana ragione, in modalità carriera alcune auto passeranno dall'avere la trazione da posteriore ad anteriore ogni qualvolta che si accederà agli eventi, come la Ocelot o la Palo.[3]